# Pablo Marini
Pablo Alejandro Marini (* 31. Januar 1967 in Santa Fe, Provinz Santa Fe) ist ein ehemaliger argentinischer Fußballspieler auf der Position eines Stürmers, der nach dem Ende seiner aktiven Laufbahn eine Tätigkeit als Trainer begann.

## Leben

### Spieler
Marini begann seine Fußballerlaufbahn im Nachwuchsbereich der Newell’s Old Boys. In seiner 15-jährigen Profikarriere (von 1987 bis 2002) erzielte er insgesamt 154 Tore. Einen nationalen Rekord in seinem Heimatland stellte er während seiner Zeit bei Arsenal de Sarandí auf, als er in acht aufeinander folgenden Spielen insgesamt neun Tore erzielte. Außerdem war er zweimal Torschützenkönig der Primera B Nacional: in der Clausura 1996 mit 15 Toren und in der Spielzeit 1997/98 mit 29 Toren. Außerdem ist er mit 68 Treffern, die er für den Club Atlético San Martín erzielte, der erfolgreichste Torschütze in dessen Vereinsgeschichte.

### Trainer
Seine erste Stelle als Cheftrainer bekleidete Marini 2007 bei seinem ehemaligen Verein Newell’s Old Boys. Anfang Januar 2014 wurde er als Cheftrainer des abstiegsbedrohten Club Atlante verpflichtet, konnte dessen Abstieg aus der höchsten mexikanischen Spielklasse aufgrund der negativen Dreijahresbilanz der Potros aber nicht verhindern. Für die Zweitliga-Saison 2014/15 unterschrieb Marini bei den neu gegründeten Mineros de Zacatecas.